# Limba
Los limba forman un grupo étnico de aproximadamente medio millón de individuos que viven en las provincia septentrional de Sierra Leona. Los Limba están distribuidos en varios patriclanes y se organizan en jefaturas. Mayoritariamente se adhieren a sus religiones tradicionales, pero parecen estar más atraídos por el cristianismo que por el islamismo. Su ocupación principal es la producción de vino de palma.
- Datos: Q5976486